# Speakeasy

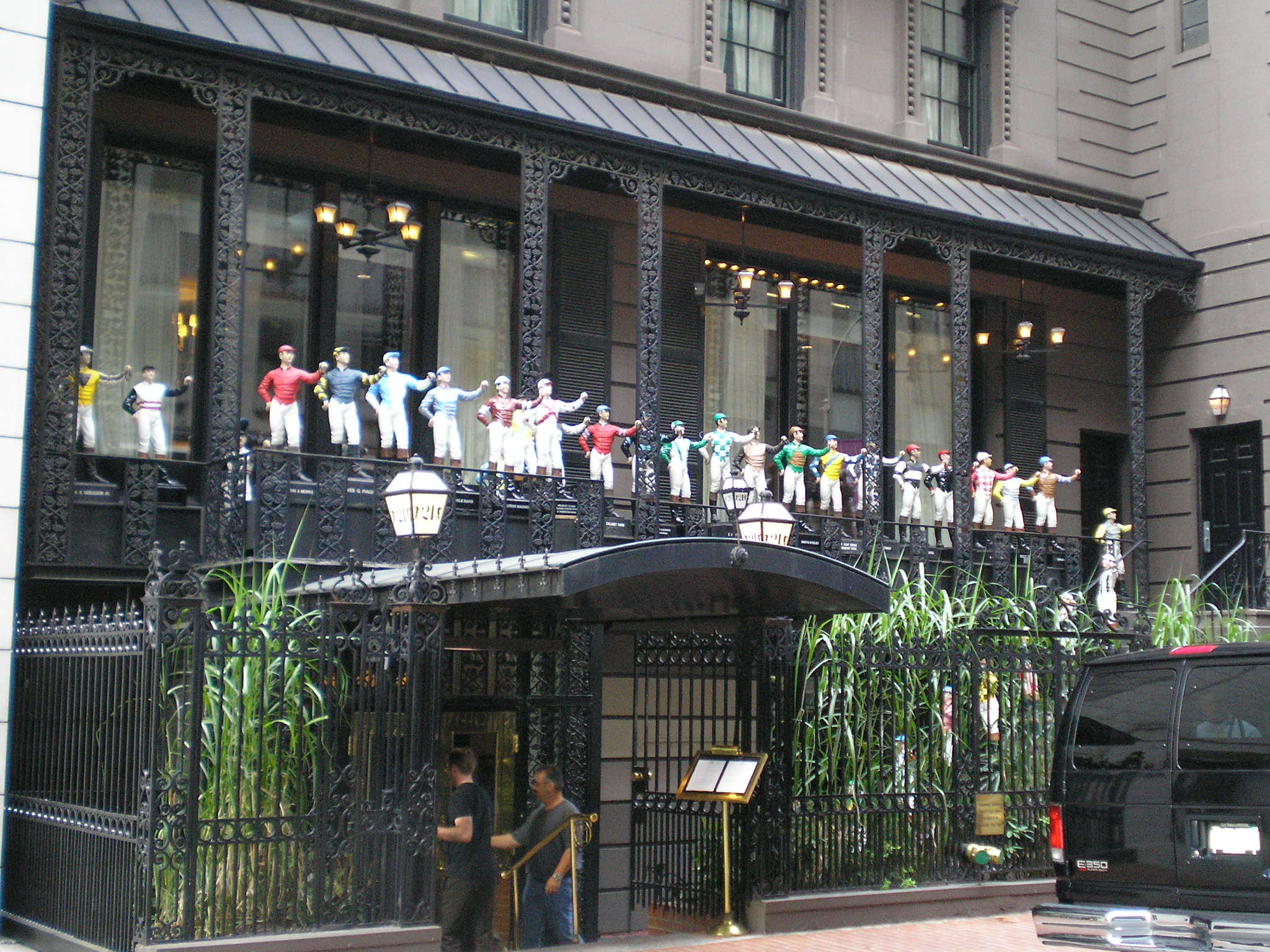
New Yorks 21 Club war in der Prohibitionszeit ein Speakeasy.

Als Speakeasy (auch als Flüsterkneipe, Flüsterstube oder Mondscheinkneipe übersetzt) bzw. Blind pig wurden während der Alkoholprohibition in den USA von 1920 bis 1933 illegale Kneipen oder Clubs bezeichnet, in denen insbesondere hochprozentige Getränke, aber auch Bier, ausgeschenkt wurden. Seit einigen Jahren wird der Begriff auch für gegenwärtige Bars verwendet, die sich durch eine versteckte Lage und gedämpfte Atmosphäre auszeichnen.

## Geschichte
Verkauf und Ausschank von Alkohol waren im US-Bundesstaat New York, der auch die Stadt New York City umfasst, gesetzlich landesweit untersagt, wie in einigen amerikanischen Bundesstaaten bereits Jahre vorher. Die Speakeasys bildeten eine der wenigen Möglichkeiten, das Verbot zu umgehen. Der Name rührt daher, dass dort leise gesprochen werden sollte, damit vorübergehende Passanten nichts von den anwesenden Zechern hören konnten. Speakeasys wurden von Mitgliedern organisierter krimineller Banden betrieben und sorgten für hohe Profite der organisierten Kriminalität in den USA. Für Gangster wie Al Capone, George Moran und Dutch Schultz („Bierbaron der Bronx“) waren diese Clubs die lukrativste Einnahmequelle und trugen stark zum Wachstum der organisierten Kriminalität bei.
Allein in New York City stieg die Anzahl dieser „Flüsterkneipen“ von 1922 bis 1927 von rund 5.000 auf 30.000. Andere Schätzungen für 1927 gehen sogar von 30.000 bis 100.000 Speakeasy-Clubs aus. Dieser große illegale Absatzmarkt war bald nicht mehr durch einzeln operierende Personen oder Gruppen zu bewältigen, deren blutige Konkurrenzkämpfe von aufstrebenden Mobstern – wie insbesondere Lucky Luciano – als geschäftsschädigend angesehen wurden. Es entwickelte sich eine Zusammenarbeit unterschiedlicher ethnischer Gruppen in der Seven Group, die als Vorläufer des National Crime Syndicate gelten kann. 
Dabei wurde die Versorgung der illegalen Kneipen nicht nur von der Cosa Nostra beherrscht; allein Waxey Gordon kontrollierte vermutlich mit seiner Organisation mehr Alkohol als die italienischen Banden. Im Stadtgebiet von New York City beherrschten die jüdischen Kosher Nostras 70 Prozent des Schwarzmarkts, die amerikanische Cosa Nostra 25 Prozent; der Rest wurde durch irische Banden oder sonstige Gruppen betrieben.
Dabei ging es in den Clubs nicht immer so leise und diskret zu, wie es der Name vermuten lässt. Ihre Existenz war häufig ein offenes Geheimnis, und auch in legalen Nachtclubs wurde teilweise Alkohol verdeckt an die Besucher ausgeschenkt. So musste etwa der berühmte Cotton Club mehrmals nach Razzien vorübergehend geschlossen werden.

## Auswirkungen
Während der Alkoholprohibition in den USA wurden etwa doppelt so viel destillierte, hochprozentige Spirituosen getrunken wie vor und nach dem Verbot, da diese wesentlich leichter heimlich herzustellen und zu schmuggeln waren als etwa Bier oder Wein. Dies beruht auf der Tatsache, dass diejenige Menge Alkohol, die einen bestimmten Rauschzustand erzeugt, in einem vielfach kleineren Volumen etwa an Whisky enthalten ist als in Bier oder auch Wein, wodurch vor allem die Anzahl der erforderlichen illegalen Transporte zu den Speakeasys minimiert werden und auch die Produktions- und Lagerräume kleiner ausfallen konnten.
Wegen der naturgemäß fehlenden Kontrolle durch Behörden und der durch mangelnde Selektivität beim Brennvorgang erzielbaren höheren Ausbeute wurde überwiegend schlecht destillierter Alkohol mit einem hohen Anteil an Fuselölen ausgeschenkt. Die höhere Ausbeute ergab sich aus der zumindest teilweisen Verwendung der eigentlich beim fachgerechten Destillieren ausgesonderten Anteile des Methanol-enthaltenden und daher giftigen Vorlaufs sowie des geschmacksverfälschenden und Kater-fördernden Nachlaufs. Hochwertiger Trinkalkohol wurde dagegen häufig verdünnt, um ihn zu strecken. Um den aus diesen Praktiken resultierenden minderwertigen Geschmack zu kaschieren, wurden die Getränke auf Eis serviert, wodurch der in den USA noch heute beliebte Whisky on the Rocks entstand. 
Um der Entdeckung durch die Behörden zu entgehen, hatten oft nur „Mitglieder“ Zutritt; neue Gäste wurden nur nach einer persönlichen Empfehlung akzeptiert. Außerdem bestachen die Betreiber häufig die lokale Polizei, um vor einer eventuell bevorstehenden Razzia frühzeitig gewarnt zu werden. Dadurch breitete sich Korruption in den Vereinigten Staaten aus. 
Das organisierte Verbrechen suchte sich nach 1933 neue Einnahmequellen und konzentrierte sich verstärkt auf den Handel mit anderen illegalen Drogen und das illegale Glücksspiel.

## Adaptionen
Speakeasys wurden häufig als Handlungsorte in den Kriminalromanen Dashiell Hammetts sowie in den Gangsterfilmen des Film Noir der 1940er Jahre verwendet. In der Komödie Manche mögen’s heiß mit Tony Curtis, Jack Lemmon und Marilyn Monroe arbeiten die beiden männlichen Hauptdarsteller am Anfang als Musiker in einem nach außen als Bestattungsinstitut getarnten Speakeasy, das dann von der Polizei geräumt wird. Im Gangster-Epos Es war einmal in Amerika spielt ein Speakeasy, das von der Bande um den Protagonisten David „Noodles“ Aaronson (gespielt von Robert De Niro), betrieben wird, ebenfalls eine zentrale Rolle. Im Song Fat Sam’s Grand Slam aus dem Film Bugsy Malone wird ein Speakeasy und die Vorgänge in diesem besungen.

## Gegenwart
Bei Nachtschwärmern in aller Welt erfreuen sich die versteckten Speakeasy-Bars seit einigen Jahren wachsender Beliebtheit. Angelehnt ist das Konzept an die Zeit der Prohibition. 
Manche der heutigen Flüsterbars arbeiten mit ausgefeilten Einlassverfahren, die beispielsweise nur mit einem Zugangscode betreten werden dürfen, der sich täglich ändert oder aber die Eingangstür ist so unscheinbar, dass sie erst gesucht werden muss. Gerade die vermeintliche Privatsphäre ist es, die Gäste in die geheimen Bars lockt. Hier haben die Besucher das Gefühl, „Eingeweihte“ zu sein, ganz unter sich, während draußen auf der Straße die Menschen keine Ahnung haben, dass hier ein Lokal ist.